# Grobladsblomfluga
Grobladsblomfluga (Cheilosia lasiopa) är en tvåvingeart som först beskrevs av Kowarz 1885.  Grobladsblomfluga ingår i släktet örtblomflugor, och familjen blomflugor. Arten är reproducerande i Sverige.